# Serrat del Pla
El Serrat del Pla és una serra situada al municipi de la Baronia de Rialb a la comarca de la Noguera, amb una elevació màxima de 706 metres.